# Хаас, Герта
Герта Хаас (словен. Herta Haas, серб. Херта Хас; 29 марта 1914, Марибор — 5 марта 2010, Белград) — югославская словенская коммунистка, третья жена Иосипа Броза Тито (не венчалась с ним).

## Биография
Родилась 29 марта 1914 года в Мариборев еврейской семье. Ее отец Хенрик Хаас был успешным юристом и политиком-социалистом, а ее мать, Приска Шиндлер-Хаас , была учительницей. Хенрик Хаас приехал в Марибор из Австрии в 1906 году и открыл там юридическую контору. Приска Шиндлер  окончила в 1909 году «Немецкую учительскую академию» в Мариборе, а после ее окончания несколько лет работала учительницей в сельских школах Штирии, после чего она вернулась в Марибор, где вышла замуж за Хенрика Хааса.
Герта училась в Высшей школе экономики Загреба, вступила тогда же в революционное движение. Член Союза коммунистической молодёжи Югославии с 1934 года, член Коммунистической партии Югославии с 1936 года. Помогала женскому рабочему движению в Мариборе и девочкам-пионеркам в Загребе. Неоднократно бывала во Франции. Оказывала помощь югославским добровольцам, ехавшим в Испанию на помощь республиканцам в гражданской войне.
В 1937 году Герта познакомилась в Париже с Иосипом Брозом Тито. Следующая их встреча состоялась только спустя два года в Стамбуле, когда Тито пытался оформить паспорт, чтоб нелегально попасть на родину. Однако встреча с Гертой заставила его изменить планы. Герта в 1940 году стала фактически гражданской женой, но не венчалась с Иосипом. Они проживали в арендованной квартире в Загребе под именами Мария Шарич и Славко Бабич. Им пришлось выдумать биографию, по которой они работали в общине Синь. В мае 1941 года Тито внезапно бросил Герту и уехал в Белград,  где его сердце было завоёвано уже другой женщиной — Даворянкой Паунович. А спустя несколько дней Герта родила сына, которого назвали Александром и дали прозвище «Мишо».
В подполье Герту Хаас и её сына укрывал от усташей Владимир Велебит. В 1943 году усташи обнаружили Герту, однако только её имя и фамилия, напоминавшие немецкие, заставили усташей оставить женщину в покое. В марте 1943 года партизаны Тито схватили в плен одного из офицеров 718-й пехотной дивизии, майора Артура Штрекера. На переговорах немцы уговорили Тито в обмен на пленных партизан отдать им и майора, и группу немецких солдат, которые искали в Боснии залежи урана, необходимые для немецкой ядерной программы. Среди вернувшихся из плена партизанок оказалась и Герта Хаас. Когда Герта прибыла домой к Тито, в его штаб, то обнаружила там Даворянку, которая нагло потребовала от Герты убираться прочь. Тито вынужден был сознаться, что у него теперь другая женщина, но предложил Герте и Даворянке самим «договориться».
Рассерженная Герта уехала в Словению, где и оставалась до конца войны. В 1946 году Даворянка скоропостижно умерла, и Иосип впал в уныние. Он написал письмо Герте с просьбой вернуться, но та ответила отказом, заявив, что никогда не простит Иосипу супружеской измены. В 1946 году она последний раз увидела своего мужа. Долгое время она работала в Союзном исполнительном вече помощницей одного из политиков, но при этом вела закрытый образ жизни. Она снова вышла замуж и родила двоих дочерей, пережив своего второго супруга. Сын Александр стал известным дипломатом в Югославии и Хорватии.
5 марта 2010 года Герта Хаас умерла в Белграде в возрасте 95 лет.